# Tina i Nikša
Tina i Nikša je bio hrvatski glazbeni pop duo koji su činili Nikša Jurinović i Valentina Krtanjek.

## Povijest
Prvi su put nastupili na javnoj pozornici 1998. nastupom na Dori (hrvatskom natjecanju za Pjesmu Eurovizije) pjesmom "Ako me ikad poželiš". Dvije godine kasnije ponovo nastupaju na Dori s pjesmom "Mala plaža" koju su napravili u suradnji s glazbenim producentom Fedorom Boićem. Nakon što je pjesma postala vrlo slušana u eteru hrvatskih radio postaja, započinju profesionalnu glazbenu karijeru, te u suradnji s Boićem snimaju svoj prvi album Digni me do neba koji je objavljen pod izdavačkom kućom Croatia Records. Čak osam singlova je skinuto s tog albuma, za koje su snimljeni spotovi. Pjesmom "Kad si kraj mene" nastupili su 2000. godine na Hrvatskom radijskom festivalu, a godinu kasnije pjesmom "Da je bilo sve po mom" koja je ostvarila zapažen uspjeh. 
Također, iste godine slušatelji i urednici 110 hrvatskih radio postaja dodijelili su Grand prix njihovoj pjesmi "E, da mi je". 
Godine 2002. nastupaju na Hrvatskom radijskom festivalu pjesmom "Idi i ostavi me" kojom su najavili svoj drugi album Mala zvijezda sjevera koji je objavljen 2002. godine. Ponovo nastupaju na HRF-u 2004. i 2005., a 2006. posljednji put su nastupili na Dori, pjesmom "Kazna". Godine 2009. Croatia Records objavljuje album Zlatna kolekcija s njihovim najvećim hitovima.

## Diskografija
Studijski albumi
- Digni me do neba (2000.)
- Mala zvijezda sjevera (2003.)

Kompilacija
- Zlatna kolekcija (2009.)

Pjesme objavljene na kompilacijama
- "Ako me ikad poželiš" - Dora 1998
- "Nikome nije dobro kao nama" - Dora 2000
- "Idi i ostavi me" - Hrvatski radijski festival 2002
- "Za sve vremena" - Dora 2003
- "Na drugu stranu" - Hrvatski radijski festival 2004
- "Moje najdraže" - Hrvatski radijski festival 2005
- "Kazna" - Dora 2006

## Vanjske poveznice
- Diskografija.com, Tina i Nikša